# 해군작전부장

해군작전부장기.

해군참모총장(Chief of Naval Operations; CNO)은 미국 해군에서 4성장군이 부임하는 보직으로, 미국 해군부에 소속된 제복군인의 최선임자이다. 해군작전부장은 해군부 장관을 보좌하는 군사고문 겸 부관으로서 합동참모본부에 자신의 자리를 갖는다. 현임 해군작전부장은 존 M. 리처드슨 제독이다.
해군참모총장은 펜타곤에 주재하는 행정직으로서 직함과 달리 작전명령권한은 없다.

## 같이 보기
- 미국 함대

1. ↑  “해군작전부장”. 2021년 7월 14일에 원본 문서에서 보존된 문서. 2021년 7월 14일에 확인함.